# State University of New York
State University of New York (zkratka SUNY) je systém veřejných vzdělávacích zařízení v americkém státu New York. Byl založen v roce 1948 a dnes zahrnuje všechny organizace vyššího vzdělávání ve státu New York s výjimkou těch, které jsou součástmi City University of New York (CUNY).
SUNY je největší jednotný systém univerzit a kolejí na světě, v rámci kterého je zapsáno 438 361 řádných studentů a 1,1 milionu studentů tzv. navazujícího studia (angl. continuing education), kteří pracují v 64 kampusech rozmístěných po celém území státu. Pro jednotlivé součásti SUNY pracuje 83 547 akademických pracovníků, kteří přednášejí ve více než 6500 studijních programech.
K nejvýznamnějším součástem SUNY patří univerzitní centra v Albany (založeno 1844), Binghamton (1946), Buffalo (1846) a Stony Brook (1957) a Syracuse Upstate University. Administrativním sídlem SUNY je hlavní město státu New York Albany.